# Billy Paul
Pour les articles homonymes, voir Paul, Williams et Paul Williams.
Paul Williams, dit Billy Paul, né le 1er décembre 1934 à Philadelphie (Pennsylvanie) et mort le 24 avril 2016 à Blackwood (New Jersey), est un chanteur américain connu pour Me and Mrs. Jones et sa reprise du succès d'Elton John Your Song, toutes deux sur son album 360 Degrees of Billy Paul en 1972.

## Biographie
Né et élevé à Philadelphie, Billy Paul a baigné pendant son enfance dans une ambiance musicale en écoutant les 78 tours que sa mère collectionnait, et dont il s'entraînait à reproduire les chants. Il indiquait avoir beaucoup apprécié Nat King Cole, Johnny Mathis ou Sam Cooke dont il appréciait le velours de la voix, mais avoir surtout été influencé par les voix féminines, Dinah Washington, Sarah Vaughan, Ella Fitzgerald ou Nina Simone. Il a commencé sa carrière de chanteur à l’âge de 12 ans. Jazzman de formation, il devient notoire au début des années 1970 en bifurquant vers la variété internationale.
Son plus grand succès, Me and Mrs. Jones, a été no 1 aux États-Unis pendant les trois dernières semaines de l’année 1972, avec deux millions d’exemplaires vendus. La chanson lui vaut un Grammy award l'année suivante. Il a participé à l'album de la chanteuse française Chimène Badi (Gospel&Soul) sorti le 20 novembre 2011, sur Ain't No Mountain High Enough, un titre repris par Marvin Gaye, qu'il chante en duo avec elle. Il avait également participé à la reprise de son tube Me & Mrs. Jones par Chico & The Gypsies en chantant avec eux sur leur album de duos Chico & The Gypsies & International Friends sorti fin 2014.
Il meurt le 24 avril 2016 des suites d'un cancer du pancréas à son domicile de Blackwood dans le New Jersey. Ses obsèques ont eu lieu le samedi 30 avril 2016 au Deliverance Evangelistic Church de Philadelphie en Pennsylvanie.

## Discographie

### Albums
- 1970 : Ebony Woman
- 1971 : Going East
- 1972 : 360 Degrees of Billy Paul
- 1973 : Feelin' Good at the Cadillac Club [live]
- 1973 : War of the Gods
- 1974 : Billy Paul Live in Europe
- 1975 : Got My Head on Straight
- 1975 : When Love Is New
- 1976 : Let 'Em In
- 1977 : Only the Strong Survive
- 1979 : First Class
- 1985 : Lately
- 1988 : Wide Open